# Provincia de Hamgyŏng del Sur
Hamgyong del Sur (Hamgyŏng-namdo) es una provincia de Corea del Norte. Fue formada en 1896 a partir de la mitad sur de la antigua provincia de Hamgyong, siendo provincia del Imperio de Corea y la República Popular de Corea hasta 1945, perteneciendo desde entonces a Corea del Norte. Su capital es Hamhung.

## Geografía
La provincia limita con Ryanggang al norte, Hamgyong del Norte al nordeste, Kangwon al sur, y P'yŏngan del Sur al oeste. Al este de la provincia está el mar de Japón.

## Organización administrativa
Hamgyong del Sur está dividida en 4 ciudades, 2 distritos y 15 condados

### Ciudades
- Hamhung-si (함흥시; 咸興市)
- Sinp'o-si (신포시; 新浦市)
- Tanch'ŏn-si (단천시; 端川市)

### Distritos
- Sudong-ku (수동구; 水洞區)
- Kumho-chigu (금호지구; 琴湖地區)

### Condados
- Changjin-gun (장진군; 長津郡). En su área se encuentra el lago Changjin, donde sucedió la batalla del embalse de Chosin/Changjin.
- Chongpyong-gun (정평군; 定平郡)
- Hamju-gun (함주군; 咸州郡)
- Hochon-gun (허천군; 虛川郡)
- Hongwon-gun (홍원군; 洪原郡)
- Kowon-gun (고원군; 高原郡)
- Kumya-gun (금야군; 金野郡)
- Pujon-gun (부전군; 赴戰郡)
- Pukchong-gun (북청군; 北靑郡)
- Ragwon-gun (락원군; 樂園郡)
- Riwon-gun (리원군; 利原郡)
- Sinhung-gun (신흥군; 新興郡)
- Toksong-gun (덕성군; 德城郡)
- Yonggwang-gun (영광군; 榮光郡)
- Yodok County-gun (요덕군; 耀德郡)

- Datos: Q109368
- Multimedia: Hamgyongnam-do / Q109368